# Lista de monarcas de Luxemburgo
O território do Luxemburgo foi governado sucessivamente por condes ,duques  e grão-duques. Pertenceu ao Reino da Germânia e mais tarde ao Sacro Império Romano-Germânico, até à sua independência em 1815.

## Condes do Luxemburgo

### Casa de Luxemburgo
| # | Nome         |  | Início do governo       | Fim do governo          | Cognome(s) | Notas                  |
| - | ------------ |  | ----------------------- | ----------------------- | ---------- | ---------------------- |
| 1 | Sigifredo    |  | 963                     | 28 de Outubro de 998    |            |                        |
| 2 | Henrique I   |  | 28 de Outubro de 998    | 27 de Fevereiro de 1026 |            |                        |
| 3 | Henrique II  |  | 27 de Fevereiro de 1026 | 16 de Outubro de 1047   |            | Sobrinho de Henrique I |
| 4 | Giselberto I |  | 16 de Outubro de 1047   | 14 de Agosto de 1059    |            | Irmão de Henrique II   |
| 5 | Conrado I    |  | 14 de Agosto de 1059    | 8 de Agosto de 1086     |            |                        |
| 6 | Henrique III |  | 8 de Agosto de 1086     | 1096                    |            |                        |
| 7 | Guilherme I  |  | 1096                    | 14 de Agosto de 1131    |            | Irmão de Henrique III  |
| 8 | Conrado II   |  | 1131                    | 1136                    |            |                        |

### Casa de Luxemburgo-Namur
| # | Nome        |  | Início do governo | Fim do governo | Cognome(s) | Notas |
| - | ----------- |  | ----------------- | -------------- | ---------- | ----- |
| 9 | Henrique IV |  | 1136              | 1189           | o Cego     |       |

### Casa de Hohenstaufen
| #  | Nome   |  | Início do governo | Fim do governo | Cognome(s) | Notas |
| -- | ------ |  | ----------------- | -------------- | ---------- | ----- |
| 10 | Otão I |  | 1196              | 1197           |            |       |

### Casa de Luxemburgo-Namur
| #  | Nome      |  | Início do governo | Fim do governo          | Cognome(s) | Notas |
| -- | --------- |  | ----------------- | ----------------------- | ---------- | --- |
| 11 | Ermesenda |  | 1197              | 12 de Fevereiro de 1247 |            | Filha de Henrique IV. Governa conjuntamente com os esposos, Teobaldo I de Bar e Waleran III de Limburgo. |

### Casa de Luxemburgo-Limburgo
| #  | Nome         |  | Início do governo       | Fim do governo         | Cognome(s)  | Notas                                            |
| -- | ------------ |  | ----------------------- | ---------------------- | ----------- | ------------------------------------------------ |
| 12 | Henrique V   |  | 12 de Fevereiro de 1247 | 24 de Dezembro de 1281 | o Grande    | [ 1 ] [ 2 ]                                      |
| 13 | Henrique VI  |  | 24 de Dezembro de 1281  | 5 de Junho de 1288     | o Condenado | [ 1 ] [ 2 ]                                      |
| 14 | Henrique VII |  | 5 de Junho de 1288      | 24 de Agosto de 1313   |             | Também Sacro Imperador Romano-Germânico.         |
| 15 | João I       |  | 24 de Agosto de 1313    | 26 de Agosto de 1346   | o Cego      | Também rei da Boémia.                            |
| 16 | Carlos I     |  | 26 de Agosto de 1346    | 1353                   |             | Também Sacro Imperador Romano-Germânico.         |
| 17 | Venceslau I  |  | 1353                    | 13 de Março de 1354    |             | Irmão de Carlos I. Primeiro duque do Luxemburgo. |

## Duques do Luxemburgo
Em 1354, o condado foi elevado a um ducado. 

### Casa de Luxemburgo-Limburgo
| #  | Nome         |  | Início do governo     | Fim do governo        | Cognome(s) | Notas                                            |
| -- | ------------ |  | --------------------- | --------------------- | ---------- | ------------------------------------------------ |
| 17 | Venceslau I  |  | 13 de Março de 1354   | 7 de Dezembro de 1383 |            | Irmão de Carlos I. Último conde do Luxemburgo.   |
| 18 | Venceslau II |  | 7 de Dezembro de 1383 | 1388                  |            | Sobrinho de Venceslau I. Também rei da Germânia. |
| 19 | Jobst        |  | 1388                  | 18 de Janeiro de 1411 |            | Também rei da Germânia.                          |
| 20 | Isabel I     |  | 18 de Janeiro de 1411 | 1443                  |            |                                                  |

### Casa de Valois
| #  | Nome      |  | Início do governo    | Fim do governo       | Cognome(s)  | Notas |
| -- | --------- |  | -------------------- | -------------------- | ----------- | ----- |
| 21 | Filipe I  |  | 1443                 | 15 de Junho de 1467  | o Bom       |       |
| 22 | Carlos II |  | 15 de Junho de 1467  | 5 de Janeiro de 1477 | o Temerário |       |
| 23 | Maria I   |  | 5 de Janeiro de 1477 | 27 de Março de 1482  | a Rica      |       |

### Casa de Habsburgo
| #  | Nome                 |  | Início do governo      | Fim do governo         | Cognome(s)    | Notas |
| -- | -------------------- |  | ---------------------- | ---------------------- | ------------- | --- |
| 24 | Maximiliano I        |  | 5 de Janeiro de 1477   | 27 de Março de 1482    |               | Esposo e Co-governante de Maria I |
| 25 | Filipe II            |  | 27 de Março de 1482    | 25 de Setembro de 1506 | o Belo        | |
| 26 | Carlos III           |  | 25 de Setembro de 1506 | 16 de Janeiro de 1556  |               | Dividiu o seu Império: deu para Filipe II os Países Baixos, as Coroas de Castela, Aragão, e Sicília e a Borgonha; o Sacro Império foi dado para Fernando I |
| 27 | Filipe III           |  | 16 de Janeiro de 1556  | 13 de Setembro de 1598 | O Prudente    | |
| 28 | Isabel Clara Eugénia |  | 13 de Setembro de 1598 | 13 de Julho de 1621    |               | |
| 29 | Alberto de Áustria   |  | 13 de Setembro de 1598 | 13 de Julho de 1621    | O Pio         | Esposo e co-governante de Isabel Clara Eugénia. |
| 30 | Filipe IV            |  | 31 de março de 1621    | 17 de Setembro de 1665 | O Grande      | Filipe III de Portugal; durante o seu reinado ocorreu a Restauração Portuguesa                                                                             |
| 31 | Carlos IV            |  | 17 de Setembro de 1665 | 1º de Novembro de 1700 | O Amaldiçoado | Não deixou herdeiros. |

### Casa de Bourbon
| #  | Nome     |  | Início do governo      | Fim do governo | Cognome(s) | Notas |
| -- | -------- |  | ---------------------- | -------------- | ---------- | ----- |
| 32 | Filipe V |  | 1º de Novembro de 1700 | 1712           |            |       |

### Casa de Wittelsbach
| #  | Nome           |  | Início do governo | Fim do governo      | Cognome(s) | Notas |
| -- | -------------- |  | ----------------- | ------------------- | ---------- | ----- |
| 33 | Maximiliano II |  | 1712              | 11 de Abril de 1713 |            |       |

### Casa de Habsburgo
| #  | Nome     |  | Início do governo     | Fim do governo         | Cognome(s) | Notas                        |
| -- | -------- |  | --------------------- | ---------------------- | ---------- | ---------------------------- |
| 34 | Carlos V |  | 11 de Abril de 1713   | 20 de Outubro de 1740  |            | Não deixou herdeiros homens. |
| 35 | Maria II |  | 20 de Outubro de 1740 | 29 de Novembro de 1780 |            |                              |

### Casa de Habsburgo-Lorena
| #  | Nome        |  | Início do governo      | Fim do governo          | Cognome(s) | Notas                                                                                   |
| -- | ----------- |  | ---------------------- | ----------------------- | ---------- | --------------------------------------------------------------------------------------- |
| 36 | José I      |  | 29 de Novembro de 1780 | 20 de Fevereiro de 1790 |            | Exerce a Co-Regência com sua Mãe, Maria Teresa I, após a morte de seu pai, Francisco I. |
| 37 | Leopoldo I  |  | 1790                   | 1º de Março de 1792     |            | Irmão de José II.                                                                       |
| 38 | Francisco I |  | 1º de Março de 1792    | 1794                    |            | Último duque do Luxemburgo.                                                             |

## Grão-duques do Luxemburgo
O grão-duque de Luxemburgo é o chefe de Estado de Luxemburgo. Luxemburgo é o único grão-ducado soberano existente no mundo, uma condição para a qual ele foi promovido em 1815, devido à sua unificação com os Países Baixos sob a Casa de Orange-Nassau.

### Casa de Orange-Nassau
| # | Nome          |  | Início do governo    | Fim do governo         | Cognome(s) | Notas |
| - | ------------- |  | -------------------- | ---------------------- | ---------- | ----- |
| 1 | Guilherme I   |  | 15 de Março de 1815  | 7 de Outubro de 1840   |            |       |
| 2 | Guilherme II  |  | 7 de Outubro de 1840 | 17 de Março de 1849    |            |       |
| 3 | Guilherme III |  | 17 de Março de 1849  | 23 de Novembro de 1890 |            |       |

### Casa de Nassau-Weilburg
| # | Nome           |  | Início do governo       | Fim do governo          | Cognome(s) | Notas                   |
| - | -------------- |  | ----------------------- | ----------------------- | ---------- | ----------------------- |
| 4 | Adolfo I       |  | 23 de Novembro de 1890  | 17 de Novembro de 1905  |            |                         |
| 5 | Guilherme IV   |  | 17 de Novembro de 1905  | 25 de Fevereiro de 1912 |            |                         |
| 6 | Maria Adelaide |  | 25 de Fevereiro de 1912 | 14 de Janeiro de 1919   |            |                         |
| 7 | Carlota        |  | 14 de Janeiro de 1919   | 12 de Novembro de 1964  |            | irmã de Maria Adelaide. |
| 8 | João           |  | 12 de Novembro de 1964  | 7 de Outubro de 2000    |            |                         |
| 9 | Henrique       |  | 7 de Outubro de 2000    | presente                |            |                         |

- Adolfo de Luxemburgo (1817-1908)
  -  Guilherme IV de Luxembrugo (1852-1912)
    -  Maria Adelaide de Luxemburgo (1894-1924)
    -  Carlota de Luxemburgo (1896-1985)
      -  João de Luxemburgo (1921-2019)
        -  Henrique de Luxemburgo (n. 1955)
          - (1) Príncipe Guilherme, Grão-Duque Herdeiro de Luxemburgo (n. 1981)
            - (2) Príncipe Carlos de Luxemburgo (n. 2020)